# Kościół św. Karola Boromeusza w Winnikach
Kościół św. Karola Boromeusza w Winnikach – katolicki kościół filialny zlokalizowany we wsi Winniki w gminie Węgorzyno, w powiecie łobeskim (województwo zachodniopomorskie). Jest filią parafii Matki Bożej Królowej Polski w Runowie Pomorskim.

## Historia i architektura
Utrzymana w stylu neogotyckim świątynia została wzniesiona w 1860 roku. Sytuowana jest na rzucie prostokąta, z pięciobocznie zamkniętym prezbiterium. Kościół został zbudowany z cegły, na kamiennej podmurówce. Od zachodu do nawy przylega wieża, w dolnej kondygnacji czworoboczna, w wyższej ośmioboczna, zwieńczona spiczastym hełmem. Okna w nawie, prezbiterium i wieży zakończone są ostrołukowo, w wieży ponadto znajdują się oculusy.
Wnętrze kościoła nakryte jest płaskim, belkowanym stropem. Z wyposażenia zachował się XIX-wieczny ołtarz, wsparta na filarach empora oraz ławki.
Po II wojnie światowej kościół został konsekrowany jako świątynia katolicka w dniu 4 listopada 1945 roku.